# 710 هـ
710 هـ هي سنة في التقويم الهجري امتدت مقابلةً في التقويم الميلادي بين سنتي 1310 و1311.

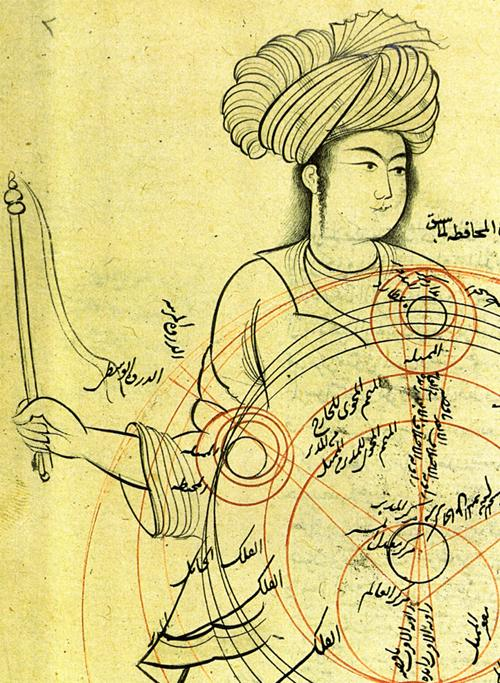
قطب الدين الشيرازي

## مواليد
- أبو عبد الله الشريف التلمساني

## وفيات
- ابن دانيال
- شهاب الدين العزازي
- 17 رمضان - قطب الدين الشيرازي، فيلسوف وعالم رياضيات وفيزياء مسلم.
- أبو الربيع المريني